# Les Hommes-couleurs
Les Hommes-couleurs est un roman de Cloé Korman publié le 7 janvier 2010 aux éditions du Seuil et ayant obtenu le prix du Livre Inter au troisième tour de scrutin et le prix Valery-Larbaud la même année.

## Résumé
La famille Bernache (Georges, Florence) vit au Mexique, d'abord à Mexico à partir de 1943, pour le chantier du métro de la ville, qui est vite bloqué, en raison de découvertes. Le travail continue, en 1948, à Minas Blancas, à la frontière entre le Mexique et le Nouveau-Mexique aux États-Unis, pour le compte de la société Pullman, pour un autre chantier de tunnel, pendant une trentaine d'années. Sans existence officielle, le projet transforme la vie de cette petite bourgade, en attirant une foule d'ouvriers tentés par l'émigration.
L'entreprise prend son autonomie. En 1989, Joshua, depuis New-York, est chargé de la liquidation définitive de cette entreprise obscure.[pas clair]

## Éditions
- Les Hommes-couleurs, éditions du Seuil, 2010  (ISBN 978-2021001679).